# 교사의 자질
교사의 자질(敎師-資質)은 교사의 자격과는 구분된다. '자격'이란 법적으로 규정된 '교사자격증'을 가지고 있음을 말하는 것이며, '자질'이란 교사가 될 수 있는 어떤 인간적인 바탕을 뜻하는 것으로 해석되고 있다. 즉, 교사의 자질이란 일정한 범주 속에 넣어 규정하기는 힘든 것이며, 교육작용의 본질에서 자연적으로 유래하는 것으로 보기도 한다. 일반적으로 받아들여지는 교사로서의 자질은 다음과 같다.

## 교사로서의 일반적 자질
계속 노력하는 교사
대체로 교사가 될 수 있는 첫째 조건으로 들고 있는 '원만한 인격'은 어떤 인간에게도 적용되는 조건이기도 하다. 하지만, 인간은 아무리 노력을 해도 불완전하며, 원만성이 결여된 것이 인간이라고 할 수 있다. 원만한 인격이란 모든 인간이 지향해 나아가야 하는 하나의 이념일 뿐이다. 역설적으로 말하면, 이 이념을 향해 정진할 수 있는 인간, 이를 위해서 자신의 불완전성을 자각할 수 있는 인간, 그 인간 속에서 교사의 기초인 인간적인 특질을 찾아 볼 수 있다.
어린이와 함께 사는 교사
어린이와 함께 살 수 있는 교사는 한결같이 어린이를 사랑할 수 있는 사람이며, 어린이와 진지하게 모든 것을 같이 할 수 있는 사람이다. 교사가 어린이와 부딪혀 나가는 활동장면에는 두 가지가 있다. 하나는 교재(敎材)의 논리를 내세워 부딪혀 나가는 교과지도이며, 다른 하나는 지도내용을 생각 속에 두고, 몸소 부딪혀 나가는 생활지도나 도덕지도의 장면이다. 이 두 가지 장면이 모두 성립되기 위해서는, 어린이를 사랑하고 좋아하며, 가르치고 키우는 기쁨을 느끼고, 어린이와 함께 살며, 어린이와 함께 성장하는 자질이 요청된다.
젊음과 총명성을 지닌 교사
이를 위해서는 루소(Jean Jacques Rousseau, 1712 ~ 1778)가 《에밀》 속에서 말하고 있는 것과 같은 '젊음'과 '총명'을 찾아야 한다.
교사가 접촉하는 것이 어린이인 만큼, 교사는 항상 선각자로서 어른스러운, 혹은 그러한 듯한 자세를 보이기 쉽다. 말할 것도 없이 교사는 내성적 태도와 모범적 태도의 양면을 지니고 있어야 하는데, 이 모범적 태도란 노성한 도학자(道學者)와 같은 몸가짐을 해야만 이루어질 수 있는 것은 아니다. 오히려 젊음이 있음으로 해서, 반대로 모범적 태도나 교육적 효과를 발휘할 수 있는 것이다. 어린이와 함께 성장해 나가는 일을 가능하게 하는 것은 정신적 젊음이다. 어린이와 함께 꿈을 추구할 수 있는 자, 어린이에게 참된 공감을 느낄 수 있는 자, 어린이 앞에서 자신의 잘못을 고백할 수 있는 마음의 젊음을 지닌 자라야 한다. 그런데, 젊음이란 때때로 일정한 방향과 규칙이 없고 착오를 낳기 쉽다. 젊으면 젊을수록 그 젊음을 인도하는 교육적 예지가 요구된다.
《에밀》에서 교사가 "총명한 사람이라면 젊을수록 좋다"라고 되어있는데, 이 총명성이나 교육적 예지는 처음부터 '젊음'과 모순없이 병존하고 있는 것은 아니다. 그것은 나날의 경험이나 노력의 축적에 의해서 생겨나는 것이다. 그것은 나날의 교사생활을 통해서, 즉 교육적 감각을 작용시키면서 어린이와 함께 살아 나가는 동안에 발전되어 가는 것이며, 여기에서 어린이들의 창조성도 발달된다.

## 수업에 있어서의 전문가적 자질
교사란 학생을 지도하는 자이며, 그 가장 중요한 터전은 교실이다. 그래서, 교실에서 수업에 승부를 걸 수 있는 자질을 양성해 두어야만 한다. 교사에게 처음이자 마지막 보루는 교실이다. 교사가 교실에서의 수업을 위해서 산다는 것은 본질적으로 전문가로서 살아 나가는 것이 되어야 한다. 바로 여기에 교육기술이 필요하다.
교육기술은 공장에서 물건을 대상으로 하는 생산기술, 동식물을 대상으로 하는 농업기술, 사물을 대상으로 하여 자기의 개성을 실현하는 예술가가 지니는 기술과도 다르다. 왜냐하면, 살아 있는 인간, 가치실현의 가능성을 지닌 학생을 대상으로 하고 있기 때문이다. 더 나아가서는 인간을 대상으로 하고 있기 때문이다. 더 나아가서는, 인간을 대상으로 하고 있는 듯이 보이는 의술과도 다르다. 의사가 직접적으로 대상으로 하고 있는 것은 인간이 가지고 있는 질환 그 자체이며, 그런 점에서 볼 때에는 그것도 일종의 사물에 불과하다. 이에 대해서 교사가 대상으로 하고 있는 학생은 살아 있는 인간 그 자체이며, 살아 있는 한 무한한 발전을 계속할 학생, 즉 개성을 지닌 인간으로서의 학생인 것이다.
교육이라는 작용은 살아 있고 개성을 지닌 한 인간이, 살아 있는 개성을 형성해 나가고 있는 학생과 대결함으로써 성립된다. 그래서 교육기술은 다른 어떤 기술과도 다른 다양성을 가지고 있으며, 또한 통합된 기술이다. 이 기술은 교사라고 하는 전인격(全人格)으로부터 나오는 통합적이고 질적인 특성이 가미되어야만 한다. 바로 여기에 교사에 대해서 개성이 풍부한 인간성이라는 자질이 요청되는 것이다.
물론 교육이 성립되기 위해서는 최저(最低)의 공통된 '정석'이 있기는 하며, 또한 기본적인 원칙도 있어 어느 정도 과학적으로 분석한 과학적 방법에 의해서 구해진다. 그러나, 교육 내지는 수업이 참다운 성과를 얻을 수 있으려면, 이 정석에 맞추어진 초점 위에, 교사의 개성이 배어 나왔을 때, 즉 교사 자신의 방법이 탄생되어야 하며, 이리하여 수업전문가로서의 교사의 자질을 갖추게 된다.

## 자질과 성찰
교사로서의 자질은 모두 교사가 교사이기 전부터 하나의 인간적인 소질로서 가지고 있는 것이 바람직한 일인지는 모르나, 각 항목에서 이미 설명을 했듯이 미리 그 자질을 보유하고 있는 것 이상으로 중요한 것은 교사가 어린이들과 함께 생활해 가는 동안에 교사 자신의 내부에서 스스로 형성되어 가는 성장·발전인 것이다. 교사의 소질은 어린이의 성장과 함께 신장을 계속한다. 예를 들어, 교사는 특정적(特定的)인 단정된 전문직으로 출발되는 것이 아니라, 자신의 노력으로 전문직의 지위에까지 도달한다. 바로 이러한 점에 교육의 참다운 뜻이 있다고 할 수 있다. 이렇게 생각할 때 교사에게 요구되는 '자질 중의 자질'이라고 하는 것은, 교사가 항상 자기평가를 하고 자기진단을 하여, 자기개조를 해 나갈 수 있는 능력을 말하는 것이다.